# کاترین لابوره
کاترین لابوره (به فرانسوی:Catherine-Labour؛ زاده ۲ می ۱۸۰۶ – درگذشته ۳۱ سپتامبر ۱۸۷۶) راهبه و قدیس فرانسوی بود که عضو دختران انجمن خیریه سن ونسان پل بود و مدعی بود که مریم مقدس را دو بار در ماه ژوئیه و نوامبر ۱۸۳۰ در کلیسای خیابان بک در پاریس دیده‌است. او بر این باور بود که مریم مقدس از او خواسته مدال بانوی مقدس را بسازد که امروز تعداد زیادی از کاتولیک‌ها آن را به همراه دارند.کلیسا تجلی و ظهور مریم مقدس را تایید کرده است و لقب مقدس به کاترین اهدا شد. قبر کاترین ۵۷ سال پس از مرگش نبش شد و جسد سالم او از دل تابوت بیرون آمد.

## اولین دیدار با مریم مقدس
در ۱۸ جولای سال ۱۸۳۰ مریم مقدس خود را برای اولین بار به کاترین لابوره نشان داد.آن زمان کاترین تنها ۲۴ سال سن داشت و در صومعه خواهران نیکوکار در رودوباک شهر پاریس زندگی می کرد در این شب ایشان در کنار دیگر نوآموزان خوابیده بود که توسط فرشته نگهبانش از خواب بیدار شد و فرشته نگهبانش را دید او به کاترین گفت به دیر بیا باکره مقدس آنجا در انتظار توست کاترین به دنبال فرشته به راه افتاد و به سمت محراب کلیسا هدایت شد او در کنار صندلی مخصوص سخن ران با احترام زانو زد و ناگهان بانوی بسیار زیبایی را دید بانو ردایی به رنگ عاج فیل تن کرده بود و شنلی آبی رنگ روی شانه هایش انداخته بود او بر روی صندلی و در کنار کاترین نشست فرشته کوچک به او گفت که این بانو مریم باکره مقدس هستند کاترین دست هایش بر روی دامان بانو گذاشت و به چشمان او خیره شد. مریم مقدس فرمودند:خدای خوب خواسته است که ماموریتی بر عهده تو بگذارد بانو گفت اوضاع و شرایط بدی پیش روست و سختی بر فرانسه سایه افکنده است حکومت واژگون خواهد شد صلیب مسیح اقتدارش را از دست خواهد داد و لگد مال خواهد شد... بانو مصیبت ها و محنت هایی که که در صدد آمدن هستند را برای کاترین بازگو کرد و گفت بعضی از این اتفاقات در آینده ی نزدیک رخ می دهد و بقیه ۴۰ سال بعد به وقوع می پیوندد.پیشگویی های بانوی ما به حقیقت پیوست 

## ماموریت کاترین
ماموریتی که خداوند به کاترین محول کرده بود ۲۷ نوامبر سال ۱۸۳۰ به او اعلام شد او باید مدال باکره مقدس یا همان لقاح مطهر را بسازد و بین مردم پخش کند فردای آن روز یکشنبه Advent (چهار یکشنبه قبل از میلاد مسیح) بود.خواهران راهبه طبق معمول برای انجام دعای دسته جمعی در صومعه گرد هم آمده بودند ساعت پنج و نیم عصر بود که ناگهان مریم مقدس بر کاترین ظاهر شد در ابتدا مادر مقدس بر روی یک گوی کروی شکلی ایستاده بود و یک ردای سراسر سفید به تن کرده بود و شال سفید بلند هم بر تن داشت باکره مقدس یک گوی زرین در دست داشت و آن را در ارتفاع شانه اش نگه داشته بود و بنظر می آمد آن را بسمت عرش خداوند تقدیم میکند زیرا نگاهش به آسمان بود.انگشتر های درخشانی در دست داشت که نگین هایش میدرخشیدن و بی نهایت نور درخشان از خود ساطع میکرد که اشعه تابناکش به گوی کروی شکل زیر پای مادر میرسید و آنقدر نورانی بود که پای بانو تقریبا دیده نمیشد مادر مقدس نگاهش را به پایین انداخت و به چشمان کاترین خیره شد او هیچ حرفی به زبان نیاورد اما کاترین پیام او را از طریق تله پاتی دریافت کرد.
((متن پیام:کره ای که زیر پای من میبینی نمادی از کره ی زمین و همه ی انسان های روی آن است بخصوص فرانسه و ساکنان آن و این اشعه های نورانی به معنای فیض و برکاتیست که من به هر که آن را تقاضا کند میبخشم نگین هایی که نوری از خود ساطع نمیکنند به مثابه برکاتیست که میتوانست نصیب کسی شود اما از این جهت که هرگز درخواست نشده به کسی عطا نشده است.))
سپس منظره بانو تغییر شکل داد و موقعیت دیگری به خود گرفت این بار بانوی ما در یک لباس سفید ظاهر شد که یک شال آبی بر روی شانه اش و یک روسری بلند سفید بر روی سرش انداخته بود. او این بار هم بر روی گویی کروی ایستاده بود و روی کره عدد ۱۸۳۰ نوشته شده بود دست های بانو رو به زمین بود پرتو های تابنده ی نورانی از هر دو دستش مانند آبشاری به کره ی زیر پایش جاری شده بود یک قاب بیضوی شکل اطراف منظره ی بانو را احاطه کرده بود. گرداگرد قاب در نزدیکی لبه های آن دعای زیبایی با حروف طلایی به چشم میخورد.(متن دعا:ای مریم مقدس که بدون گناه باردار گشتی به تو متوسل میشویم برای ما دعا کن) بعد منظره شروع به چرخش کرد تا روی دیگر مدال که طرف پشتی آن بود را نشان دهد.کاترین یک علامت صلیب مشاهده کرد که در پایین آن یک خط بود و پایین خط هم یک حرف ام وجود داشت حرف ام(انگلیسی:M) از داخل خط به صورت مارپیچ رد شده بود زیر آن هم قلب عیسی مسیح و مریم مقدس به چشم میخورد بالای هر دو قلب مشعل آتشی وجود داشت که نشانه ی آتش محبت مسیح و مادر مقدسش است.از میان یکی از قلب ها تاج خاری رد شده بود و قلب دیگر با شمشیر سوراخ شده بود دورتادور قاب بیضوی هم ۱۲ ستاره به ردیف چیده شده بود.کاترین صدایی را شنید که می گفت از روی این نمونه یک مدال تهیه کن و با خود داشته باش هر کس از این مدال داشته باشد فیض عظیمی دریافت خواهد کرد. مردم باید این مدال را بگردنشان بی اندازند و هر کس این کار را با اعتقاد قلبی انجام دهد برکات فراوانی دریافت خواهد کرد.این منظره ی تجسمی و وحی در بین سال های ۱۸۳۰و۱۸۳۱ حدود ۶ بار دیگر هم جلوی چشمان کاترین ظاهر شد که او را در به انجام رساندن ماموریتش دلگرم کند.

## آغاز تلاش های کاترین
کاترین درباره ی رویت و ماموریتش به هیچ کس چیزی نگفت و موضوع را فقط با راهنمای روحانیش کشیش جان ماری آلادل در میان گذاشت که آن زمان در سال ۱۸۳۰ تنها ۳۰ سال سن داشت.او و کاترین تا زمان ضرب اولین مدال در ژون ۱۸۳۲ کشمکش و ستیز زیادی داشتند حتی به خواست او کاترین سه بار مشاهداتش را با جزییات یادداشت کرد و به او داد.پس از حدود ۲ سال سرانجام پدر آلادل موافقت کرد که به دیدار اسقف پاریس برود.او در ژانویه ۱۸۳۲ به ملاقات ایشان رفت و بابت دیر اقدام کردنش عذرخواهی کرد و ماجرای کاترین و ظهورات مریم مقدس را توضیح داد. جناب اسقف با دقت به حرف های پدر آلادل گوش کرد و نهایتا موافقتش را با ضرب مدال ها اعلام کرد.اولین سری مدال ها ساخته شده که حدود دوهزار عدد بود در ژون ۱۸۳۲ میلادی تحویل داد و داستان معجزات و شفا های این مدال به سرعت منتشر شد.

## تحقیقات قانونی
اسقف در ۱۱ فوریه سال ۱۸۳۶ ترتیب یک بازجویی قانونی در مورد مشاهدات کاترین لابوره را داد.نتیجه تحقیقات ثابت کرد مدال از یک سرچشمه ماورایی نیرو میگیرد و سرانجام باعث شد که این ظهور حضرت مریم از طرف مقر پاپ تاییدیه دریافت کند و در سال ۱۷۶۵ میلادی به احترام مدال اعجاز برانگیز روز عیدی ترتیب داده شد و کاترین لابوره به زمره مقدسین پیوست

## دوران کودکی
در بعد از ظهر ۲ می سال ۱۸۰۶ درست در لحظه ی به صدا در آمدن کلیسا برای اعلام زمان دعای آنجلوس دختری که کاترین نام گرفت بدنیا آمد نام والدین او پیتر و لوییس لابوره بود کاترین نهمین فرزند از یک خانواده ی یازده نفره بود یک ربع پس از تولد نامش در بایگانی شهر ثبت شد و روز بعد در روز عید صلیب غسل تعمید گرفت.او در نوه سالگی مادر خود را از دست داد و بعد از مراسم خاکسپاری به اتاق  به روی صندلی رفت و به تمثال  مریم مقدس چشم دوخت ، آن را بوسید و گفت:ای بانو از حالا به بعد شما مادر مقدس من خواهید بود. پدر کاترین کشاورز بود و از وضعیت مالی خوبی برخوردار بود و خانواده ی او جز طبقه متوسط جامعه بحساب می آمدند.